# Kirchhof Sankt Simeon und Sankt Lukas

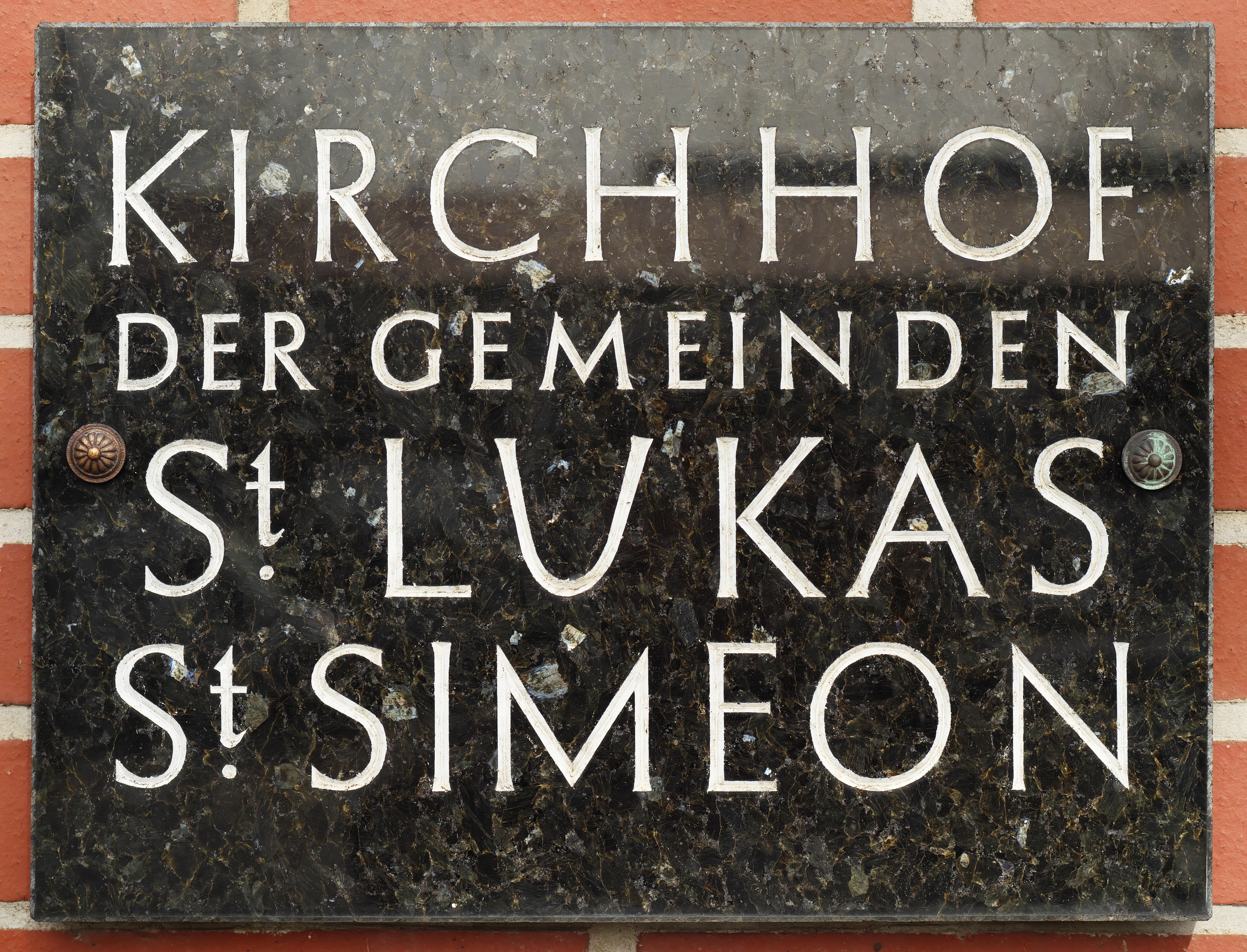
Eingangsschild am Tempelhofer Weg 9

Der Kirchhof Sankt Simeon und Sankt Lukas, auch Friedhof St. Simeon-St. Lukas, ist ein evangelischer Friedhof im Ortsteil Britz des Berliner Bezirks Neukölln. Namensgeber sind die Heiligen Simeon der Greis und Lukas der Evangelist. Ursprünglich diente er zur Bestattung für die Gemeinden der Sankt-Lukas-Kirche und der Sankt-Simeon-Kirche.

## Lage
Der Friedhof hat eine Fläche von über 11 Hektar und befindet sich nordöstlich des Tempelhofer Wegs, nordwestlich der Karl-Elsässer-Straße und westlich der Andreasberger Straße. Am nördlichen Ende des Geländes befindet sich ein Tunnel der Bundesautobahn 100, auf dessen anderer Seite der Emmauskirchhof liegt. Westlich und südlich des Friedhofs befinden sich ein Gewerbegebiet und östlich ein Wohngebiet.

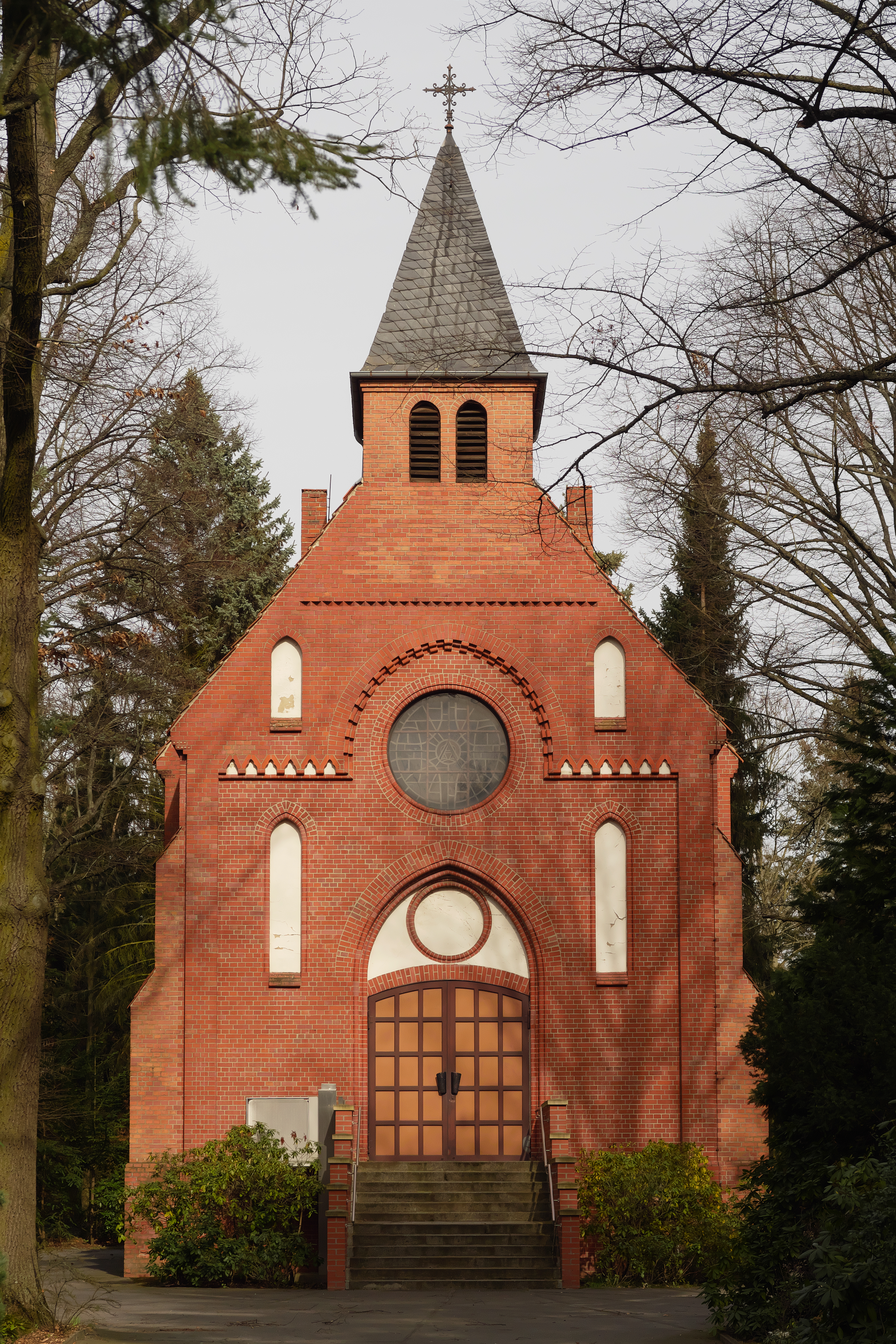
Friedhofskapelle

Im Zentrum des Friedhofs steht eine aus rotem Backstein gebaute Friedhofskapelle. Daneben befindet sich eine Wartehalle.

## Geschichte

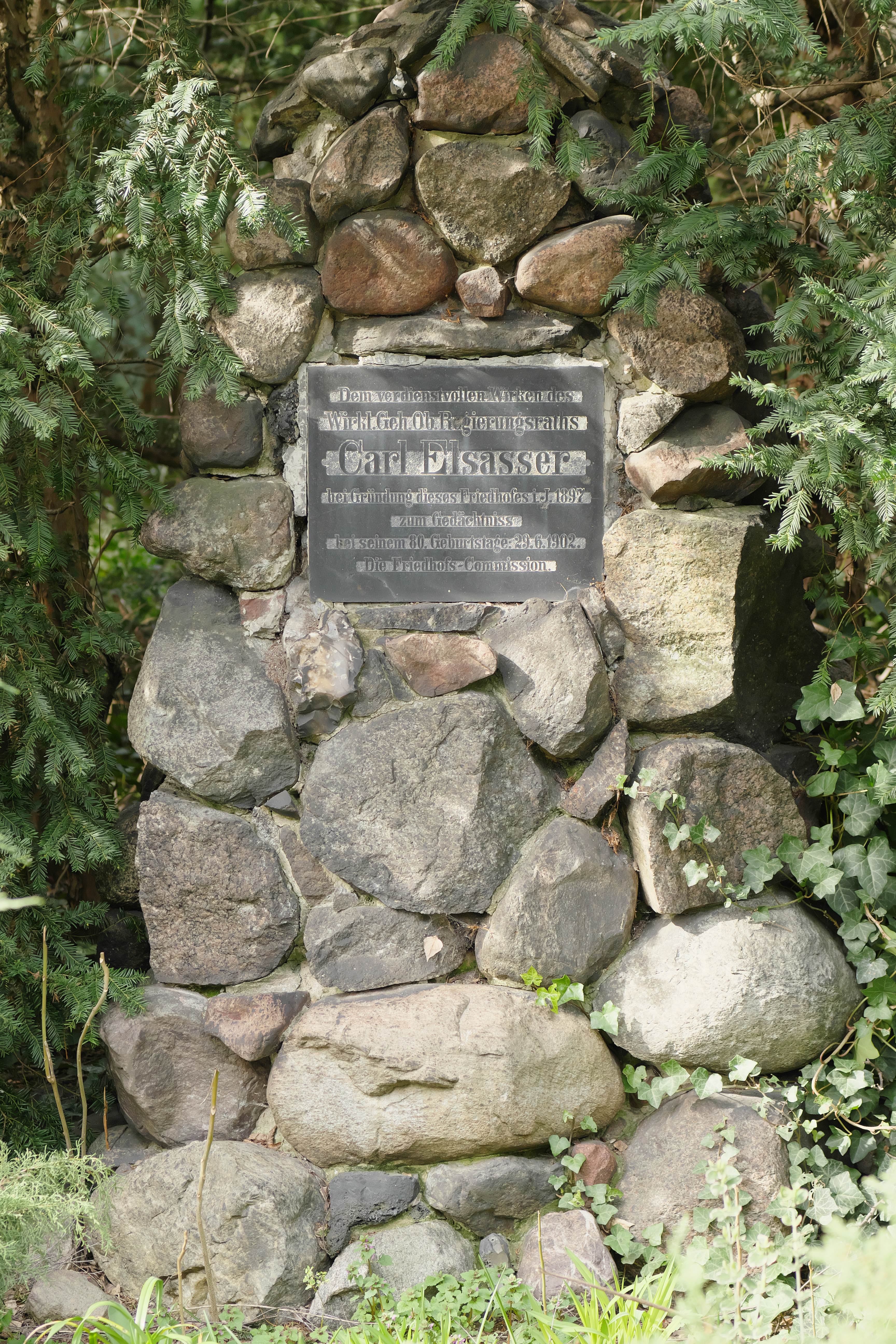
Denkmal für Carl Elsasser

Der Friedhof wurde 1897 an der historischen Landstraße Tempelhofer Weg (heute Hausnummer 9) auf Anregung von Carl Elsasser errichtet, der 1911 dort bestattet wurde. 1905 gab es im Bereich des Friedhofs nur vier Wohnhäuser, von denen zwei zu Gärtnereien gehörten.
Vor 1935 wurden auf dem Gelände des Friedhofs mehrere alte Münzen gefunden, die im Heimatmuseum Neukölln aufgestellt waren und seit 1963 dort verschollen sind.

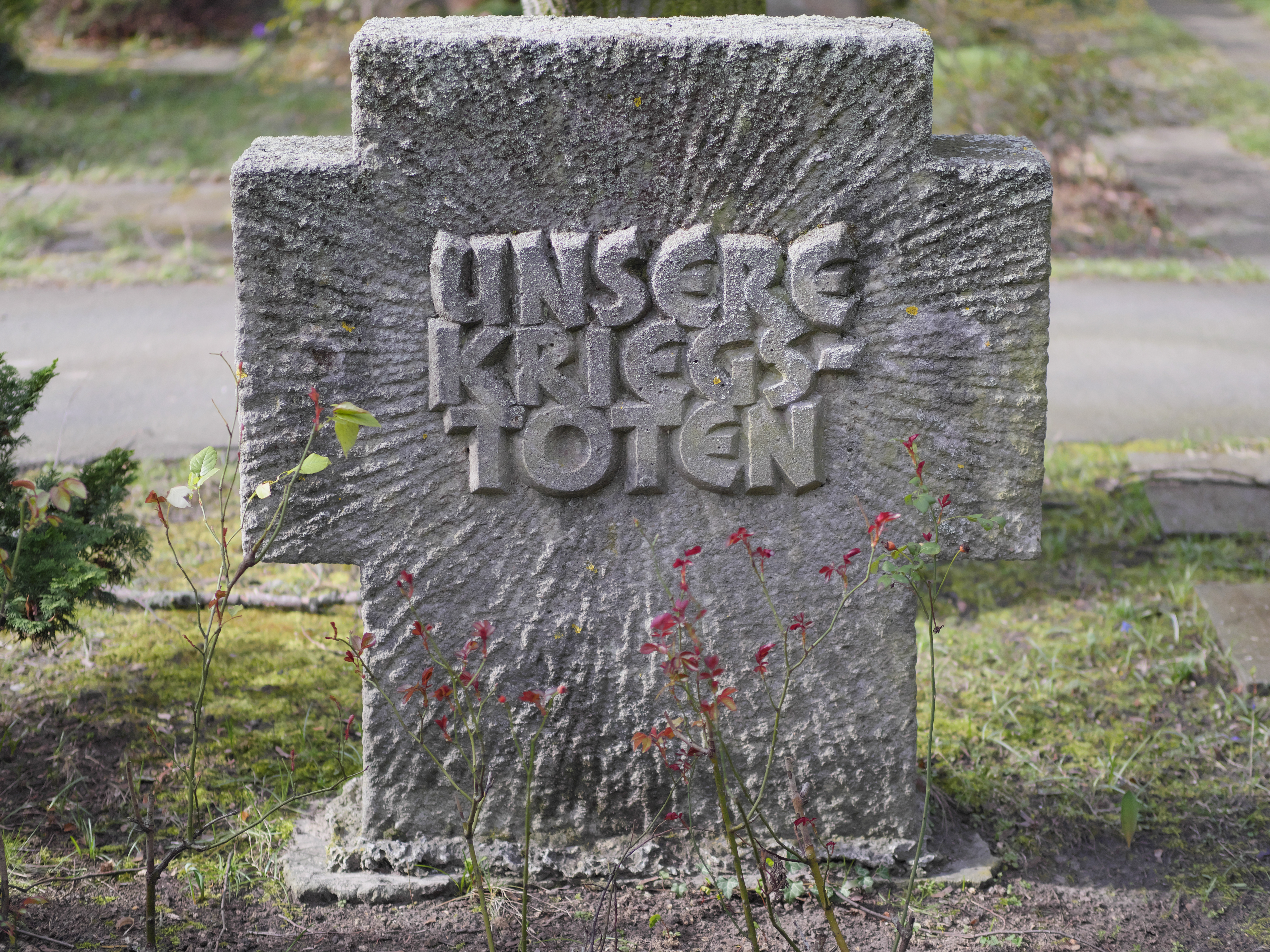
Gedenkkreuz bei den Kriegsgräbern

In einer Teilfläche befinden sich Gräber von Gefallenen des Ersten und Zweiten Weltkriegs, in einer weiteren befindet sich ein Jesidisches Grabfeld.
Seit 1960 gibt es in Berlin den Baunutzungsplan, der für geschlossene Teilflächen des Friedhofs eine Wohnnutzung vorsieht. Für den Bau der Fürbitt-Kirche 1964 bis 1966 wurde ein Grundstücksteil des Friedhofs erworben, auf dem sich keine Gräber befanden. Seit 2006 reguliert die Senatsverwaltung für Stadtentwicklung und Wohnen den wachsenden Friedhofsüberschuss in Berlin. Wegen veränderter Bestattungsformen und einer sinkenden Sterberate wurden seit 2012 daher mehrere Randflächen aufgelassen. Die südliche Ecke des ursprünglichen Friedhofs ist aufgehoben und wird heute durch einen Supermarkt genutzt.

## Gräber bekannter Persönlichkeiten
- Carl Elsasser (1822–1911), Wirklicher Geheimer Oberregierungsrat und Friedhofsgründer
- Joachim Lipschitz (1918–1961), Politiker, Ehrengrab des Landes Berlin
- Lothar Schulz (1904–1976), Politiker, Ehrengrab des Landes Berlin

## Verwaltung
Die Friedhofsverwaltung obliegt der Hauptverwaltung Süd des Evangelischen Friedhofsverbands Berlin Stadtmitte (evfbs).